# Vangelo degli Ebrei
Vangelo degli Ebrei o Vangelo secondo gli Ebrei è il nome utilizzato in citazioni patristiche dal II al V secolo per designare un testo evangelico esistente in quel periodo, ma che i cristiani di lingua greca conoscevano poco; di esso si sono conservati solo frammenti, proprio attraverso le citazioni patristiche.
I principali testimoni sono Papia di Ierapoli, Egesippo, Ireneo di Lione, Clemente di Alessandria, Origene, Eusebio di Cesarea, Epifanio di Salamina e Sofronio Eusebio Girolamo. In base alle contrastanti caratteristiche delle citazioni patristiche, è possibile distinguere tre vangeli indicati dai Padri della Chiesa col nome di "Vangelo degli Ebrei", anche se non tutti gli studiosi moderni concordano su questa distinzione: il Vangelo degli Ebioniti, il Vangelo dei Nazarei e il Vangelo secondo gli Ebrei vero e proprio.

## Testimonianze patristiche e altre prove dell'esistenza del vangelo
La fonte principale del Vangelo secondo gli Ebrei è costituita dalla testimonianza di Sofronio Eusebio Girolamo, il quale visse come eremita nella Siria settentrionale per cinque anni, prima di trasferirsi a Betlemme dove morì. Fu tra i siriani cristiani che Girolamo imparò l'ebraico, e nelle sue opere fornisce informazioni sul vangelo che essi utilizzavano, e che chiama una volta «Vangelo ebraico» e un'altra «Vangelo secondo gli Ebrei»; afferma anche che i Nazareni usano questo vangelo, o che comunque lo leggono, e in un caso afferma che lo usano anche gli Ebioniti. È però probabile che in questi casi si riferisca a Nazareni ed Ebioniti intendendo i cristiani palestinesi in generale, piuttosto che particolari sette per lui eretiche.
I Padri della Chiesa hanno lasciato testimonianza di un Vangelo di Matteo scritto in ebraico, e Papia lo attesta nel 130. È Eusebio a citare le parole di Papia: "Matteo raccolse quindi i detti di Gesù nella lingua degli Ebrei". All'inizio del III secolo Origene, parlando dei Vangeli, fa riferimento a quello di Matteo, e riportando le sue parole Eusebio dice che "per primo fu scritto quello Secondo Matteo, il quale era stato un tempo pubblicano, poi apostolo di Gesù Cristo, nella lingua degli Ebrei".
Nel suo De viris illustribus, Girolamo narra che all'epoca del suo racconto (392) nella biblioteca di Cesarea marittima esisteva un libro raccolto da Panfilo martire e che i Nazareni di Berea (Aleppo) gli permisero di copiare e tradurre in greco e latino; Girolamo si riferisce a questo libro come all'«originale ebraico» e afferma che il vangelo usato da Nazareni ed Ebioniti era considerato da molti l'«originale di Matteo». Dice Girolamo: "Matteo scrisse il Vangelo di Cristo nella lingua degli Ebrei, per quelli che s'erano convertiti dal giudaismo".
Nella sua opera Adversus Pelagianos, Girolamo afferma anche che il «Vangelo secondo gli Ebrei» era scritto in aramaico con caratteri ebraici «secondo gli apostoli» o, secondo l'opinione di molti, «secondo Matteo», e che una copia era presente nella biblioteca di Cesarea e lui l'aveva potuta tradurre in greco e latino.
In base alla testimonianza di Girolamo è possibile stabilire alcuni punti:
1. nel IV secolo i cristiani siriani utilizzavano un vangelo in lingua aramaica scritto con l'alfabeto ebraico, vangelo differente dagli altri canonici;
2. la maggioranza identificava l'autore con Matteo, altri i dodici apostoli (ma frammenti del Vangelo dei Dodici permettono di rigettare questa identificazione). Alcuni sostenevano che fosse utilizzato anche dagli Ebioniti;
3. era utilizzato da cristiani di lingua ebraica, ma ignoto in Occidente (da cui veniva Girolamo), tanto che Girolamo lo tradusse in greco e latino;
4. se la sua identificazione col Vangelo secondo Matteo è un indizio della sua somiglianza con questo vangelo canonico, la scelta di Girolamo di tradurlo indica che era sufficientemente diverso.

Rispetto al Vangelo degli Ebioniti e al Vangelo dei Nazarei, del Vangelo degli Ebrei possediamo più numerose e ampie testimonianze patristiche, in particolare grazie al Panarion di Epifanio di Salamina scritto tra il 374-377 circa, dove ne dedica una relativamente estesa trattazione al c. 30:
(Eusebio, Storia Ecclesiastica 3,25)
(Epifanio, Panarion 30,13,2 e 30,14,3)
(Epifanio, Panarion 30,13,6)
(Origene, In Jo. 2,6)

## Contenuto
Non essendoci pervenuto alcun manoscritto completo del Vangelo degli Ebrei è impossibile risalire con certezza al reale contenuto del testo e al suo legame col Vangelo di Matteo. Probabilmente si trattava di una forma variata di questo vangelo canonico, o addirittura era la primordiale stesura in aramaico operata dall'apostolo di cui fa memoria Papia, citato da Eusebio di Cesarea in Storia Ecclesiastica 3,39,16.
Il passo citato da Origene secondo il quale lo Spirito Santo è madre di Gesù, unitamente ad altre testimonianze patristiche circa varianti di lettura col Vangelo di Matteo, impediscono una diretta identificazione del vangelo canonico con quello degli Ebrei.
I giudeo-cristiani non credevano nella nascita verginale di Gesù, per tale motivo dal Vangelo è espunta la parte iniziale di Matteo che ne descrive appunto la nascita miracolosa. Il patriarca di Costantinopoli Niceforo I (758-828), nella sua Sticometria (o Cronografia), riporta la lunghezza del Vangelo degli Ebrei, 2200 linee, 300 in meno di quelle del Vangelo di Matteo. Tale dato lascia supporre che, oltre alla parte iniziale, non fossero presenti altri ampi tagli.
Nei Padri della Chiesa sono presenti distinti accenni circa il Vangelo degli Ebioniti, il Vangelo dei Nazarei e il Vangelo degli Ebrei. Tuttavia in alcuni loci si parla di Vangelo degli Ebrei ma il richiamo è chiaramente a uno degli altri due (p.es. Eusebio di Cesarea in Storia Ecclesiastica 3,27,4 parla degli Ebioniti e dice che "usavano solo il cosiddetto Vangelo secondo gli Ebrei"; similmente Teodoreto in Haereticarum Fabularum Compendium 2,1 parla dei Nazareni e dice che "accettano unicamente il Vangelo secondo gli Ebrei"). Inoltre certi passi che un padre attribuisce a qualcuno dei 3 vangeli, un altro padre li attribuisce a un vangelo differente. Non è difficile pertanto ipotizzare, sebbene non sia dimostrabile con assolutezza, che i 3 vangeli rappresentino diciture diverse di un unico testo.
Tuttavia, se esiste una certa tendenza nella comunità scientifica a ricondurli verso un unico vangelo (anche sulla scia delle citazioni patristiche), detto appunto vangelo degli Ebrei  (ritenuto verosimilmente dai Padri della Chiesa come il vangelo originario di Matteo privo almeno della parte iniziale, la genealogia di Gesù ), oggi esistono anche due teorie differenti. La prima identifica nel vangelo degli Ebrei anche il cosiddetto vangelo dei Nazarei , e nel vangelo degli Ebioniti il cosiddetto vangelo dei Dodici. A supporto di questa ipotesi la probabilità che, sulla base dei riferimenti pervenutici, il vangelo degli Ebioniti sia stato composto con il contributo fondamentale dei tre vangeli sinottici (Matteo, Marco, Luca), e pertanto appare difficile il riferimento ad un unico vangelo aramaico per questi tre testi citati dai ‘'Padri'’. Una seconda ipotesi parla di tre entità distinte: vangelo degli Ebrei, vangelo dei Nazarei e vangelo degli Ebioniti.